# Not as a Stranger
Not as a Stranger (bra: Não Serás um Estranho; prt: Médico e Só Médico) é um filme noir estadunidense de 1955, do gênero drama romântico, dirigido por Stanley Kramer em sua estreia na direção de um longa-metragem, e estrelado por Olivia de Havilland, Robert Mitchum, Frank Sinatra, Gloria Grahame, Broderick Crawford e Charles Bickford. O roteiro de Edna e Edward Anhalt foi baseado no romance homônimo de 1954, de Morton Thompson, que liderou a lista dos romances mais vendidos nos Estados Unidos naquele ano.

## Sinopse
Lucas Marsh (Robert Mitchum) pretende se tornar um médico de sucesso e de primeira classe. Ele corteja e se casa com a calorosa e solidária Kristina Hedvigson (Olivia de Havilland), não por amor, mas por interesse – visando que ela pague seus estudos. A mulher ajuda a torná-lo o sucesso que ele deseja e se muda alegremente com ele para uma pequena cidade, onde ele inicia sua prática. Mas, por mais que tente ser um bom marido para a pouco exigente Kristina, Marsh facilmente cai nos braços de Harriet Lang (Gloria Grahame), o que faz a paciência de Kristina se esgotar. Com todas as suas preocupações, uma calamidade traz Marsh de volta aos seus sentidos. Dr. Dave Runkleman (Charles Bickford), seu patrão rude e sábio, sofre um ataque cardíaco e precisa de uma cirurgia de emergência, o que faz Marsh ser forçado a operá-lo.

## Elenco
- Olivia de Havilland como Kristina Hedvigson
- Robert Mitchum como Dr. Lucas Marsh
- Frank Sinatra como Dr. Alfred Boone
- Gloria Grahame como Harriet Lang
- Broderick Crawford como Dr. Aarons
- Charles Bickford como Dr. Dave W. Runkleman
- Myron McCormick como Dr. Clem Snider
- Lon Chaney Jr. como Job Marsh
- Jesse White como Ben Cosgrove
- Harry Morgan como Oley
- Lee Marvin como Brundage
- Virginia Christine como Bruni
- Eve McVeagh como Sra. Ferris
- Mae Clarke como Enfermeira Odell
- Whit Bissell como Dr. Dietrich

Não-creditados
- Jerry Paris como Thompson
- Robert Bailey como Charlie
- Gertrude Hoffman como Sra. Payton

## Produção
"Not as a Stranger" é o primeiro trabalho de Stanley Kramer como diretor, e é considerado uma homenagem à profissão dos médicos.
Montgomery Clift e Ingrid Bergman foram os atores considerados para os papéis de Lucas e Kristina, respectivamente.

## Recepção
Bosley Crowther, em sua crítica para o The New York Times, criticou o filme, incluindo a direção de Kramer e a atuação de Mitchum: "O delineador dessa exegese é um impassível jovem médico, cuja personalidade e determinação feroz deveriam merecer um estudo de longa duração. E o fato de o Sr. Kramer não ter conseguido forçar uma compreensão clara de seu homem é tanto uma falha do filme quanto o desempenho plano de Robert Mitchum no papel ... Com tanta dissecação em seu filme ... é uma pena que o Sr. Kramer não pudesse ter feito um pouco com seus personagens".
O jornal The Philadelphia Inquirer, citando as enormes vendas do romance original, pensou que o filme tinha "talvez o maior público desde Gone with the Wind", embora "se este público ficará satisfeito com a versão comprimida e consideravelmente alterada que Kramer lhes deu, ainda não se sabe ... uma inquietante falta de coragem no roteiro que caminha timidamente ao lidar com o lado mais sórdido da medicina ... mal escalado em seus dois papéis principais ... Mitchum é, sem rodeios, uma decepção devastadora ... Inexpressivo, pouco à vontade, Mitchum se move impassivelmente por uma série de episódios que certamente deveriam tê-lo revelado como mais do que um robô. Igualmente no mar está Olivia de Havilland, branqueada e com um sotaque sueco que vai e vem ... ela até, seguindo a infidelidade do marido, ordena que Luke saia de casa, uma coisa que o dedicado capacho de mulher nunca sonharia em fazer ... muito melhor que as estrelas estão Charles Bickford ... e Broderick Crawford ... Lon Chaney está grotesco como o pai alcoólatra de Luke; Gloria Grahame uma sereia convencional de filmes ... e Myron McCormick muito agradável como o chefe antiético e incompetente do hospital mal administrado de Greenville".
O jornal The Citizen-News elogiou a autenticidade do filme: "Há um belo toque de autenticidade em todas as cenas envolvendo os aspectos médicos da história, e o clipe rápido de 'choque' mostrando o coração de um paciente batendo leva você, com um bisturi na mão, ao centro cirúrgico do hospital". No entanto, o jornal foi crítico sobre a atuação e o elenco: "... A atuação de Bickford foi o único ponto brilhante em um conjunto de performances padrão ... [Os] papéis principais foram mal escalados, com exceção de Bickford e Srta. Grahame".
O jornal Los Angeles Times descreveu a estreia do filme no Stanley-Warner Beverly Hills Theatre como "... verdadeiramente festiva ... com uma multidão de rua especialmente grande e um clima de celebração que prevalecia". O crítico do jornal Edwin Schallert elogiou o filme, chamando-o de "... uma das produções dramáticas mais fortes exibidas ao público até agora neste ano".

### Bilheteria
De acordo com os registros da United Artists, o filme arrecadou US$ 6,2 milhões nacionalmente e US$ 1,8 milhão no exterior, totalizando US$ 8 milhões mundialmente. O retorno lucrativo da produção foi de US$ 1,8 milhão. Foi o filme de maior bilheteria do estúdio naquele ano.

## Prêmios e indicações
| Ano  | Cerimônia                | Categoria                                     | Indicado                                      | Resultado | Ref.          |
| ---- | ------------------------ | --------------------------------------------- | --------------------------------------------- | --------- | ------------- |
| 1955 | National Board of Review | Melhor ator coadjuvante                       | Charles Bickford                              | Venceu    | [ 15 ]        |
| 1955 | National Board of Review | Top Ten Films (Os Dez Melhores Filmes do Ano) | Top Ten Films (Os Dez Melhores Filmes do Ano) | 8.º Lugar | [ 15 ]        |
| 1956 | Prêmios BAFTA            | Melhor ator estrangeiro                       | Frank Sinatra                                 | Indicado  | [ 16 ]        |
| 1956 | Oscar                    | Melhor mixagem de som                         | Watson Jones                                  | Indicado  | [ 17 ] [ 18 ] |

## Mídia doméstica
Em 2018, o filme foi lançado em Blu-ray pela Kino Lorber.